# Терпуг плямистий
{{#ifeq:0|0|{{#if:Hexagrammos stelleri|{{#if:|[[]}}|[[]]}}}}
Терпуг плямистий (Hexagrammos stelleri) — вид скорпеноподібних риб родини терпугові (Hexagrammidae). Терпуг плямистий має струнке тіло; довжина тіла, зазвичай 35, рідше до 45 см, вага — до 1,6 кг. На початку спинного плавця є характерна темна пляма.
Плямистий терпуг широко розповсюджений. Він зустрічається в північній частині Японського моря, в Охотському і Беринговому морях і по американському узбережжю від Берингової протоки до Каліфорнії. Заходить в опріснені райони. При відпливі часто залишається в калюжах на смузі припливу, де його ловлять песці й мартини.
Господарське значення цього терпуга невелике, хоча м'ясо його має гарний смак. Плямистий терпуг часто попадається як прилов у ставних й закидних неводах, зяброві мережі й інші знаряддя лову. Добре ловиться на вудку. Жителі Сахаліну надають перевагу йому перед іншою місцевою рибою, використають у свіжому виді й засолюють на зиму.